# Juan Valdivia (soldado insurgente)
Juan Valdivia (Reino de la Nueva Galicia, ¿1777?-Zacatecas, 1811) fue un soldado insurgente de la independencia de México que realizó la hazaña increíble de servir como "cureña humana" en batalla.

## Historia
Se adhirió a la insurgencia cuando José Antonio “el Amo” Torres se dirigió sobre Guadalajara.
Durante la Batalla de Oaxaca, el general Ignacio López Rayón dirigió una revuelta en contra de las Fuerzas Reales españolas. Los cañones eran un método muy deseable de arma ya que eran una manera excelente de atacar bastiones o reducir la infantería. El 14 de abril de 1811 las tropas insurgentes de López Rayón asaltaron una hacienda en el Cerro del grillo, cerca de Zacatecas, un sitio donde las fuerzas reales se habían escondido para resistir a los ejércitos insurgente.
La contingencia de López Rayón no tenía armas de fuego y tenía solo armas de combate disponibles, una situación que pronosticó un largo y problemático enfrentamiento. Durante el ataque, los insurgentes encontraron un cañón pequeño cuyo transporte de madera, o cureña había sido quemado. A pesar de sus intentos de acomodarlo para utilizarlo, fallaron en esta misión.
Un hombre fuerte llamado Juan Valdivia, quien viendo la situación se decide ofrecer a sí mismo como soporte, algo tremendamente disparatado. Sin embargo, debido al ardor de batalla su proposición fue aceptada. Valdivia tomó posición y después de colocar algunas garras en su espalda el cañón fue colocado y era controlado mientras la pólvora y bala de cañón fueron puestos. La posición de apunte fue colocada y el hierro pesado disparado. Sus piernas y brazos cayeron y su espalda se fracturó en sitios numerosos.
El artefacto pesado fue entonces cargado de nuevo. Valdivia sintió la ruptura de su cuerpo pero no había ningún tiempo para recuperarse y una segunda detonación fue hecha, bastante para destrozar los muros de los enemigos y asegurar la victoria. De ahí el nacimiento de una leyenda heroica, Juan Valdivia, ''El soldado cureña''.